# 514 Armida
För andra betydelser, se Armida (olika betydelser).
514 Armida eller 1903 MB är en asteroid i huvudbältet, som upptäcktes den 24 augusti 1903 av den tyske astronomen Max Wolf. Den är uppkallad efter karaktären Armida i Torquato Tassos Det befriade Jerusalem.
Asteroiden har en diameter på ungefär 120 kilometer.